# Исаев, Радик Велединович
Радик (Абдурахим) Велединович Исаев (лезг. Исаев Велединан хва Абдурагьим, азерб. Radik Vələddinoviç İsayev; род. 26 сентября 1989, Ухул, Дагестанская АССР) — азербайджанский, ранее российский тхэквондист, Олимпийский чемпион 2016 года, Чемпион мира, Европы и Европейских игр. Мастер спорта России. Лучший спортивный деятель 2013 года.

## Биография
Радик Велединович Исаев родился в 1989 году в селе Ухул Ахтынского района. Лезгин по национальности.
Выступал за Дагестанский государственный центр боевых искусств. Чемпион России 2010 года, обладатель Кубков России 2010 и 2011 гг. Был включен в расширенный список олимпийской сборной России для участия на ОИ-12, но в итоге на Олимпиаду не попал.
С конца 2012 года выступает за Азербайджан. На чемпионате мира 2013 года в Пуэбле он завоевал бронзовую медаль.
В 2014 году на Чемпионате Европы, проходившем в Баку Радик стал чемпионом Европы по тхэквондо. На первом чемпионате Европы по тхэквондо по олимпийским весовым категориям в Нальчике Радик Исаев занял второе место в весовой категории свыше 80 кг.
17 мая 2015 года завоевал золотую медаль чемпионата мира по тхэквондо в Челябинске, победив в финале Джасура Байкузиева из Узбекистана. 19 июня 2015 года стал победителем на I Европейских играх в Баку.
8 октября 2015 года на VI летних Всемирных военных играх в Мунгёне (Южная Корея) завоевал бронзу. 20 августа 2016 года стал победителем летних Олимпийских игр, проходящих в Рио-де-Жанейро. В 2017 году стал бронзовым призёром Летней Универсиады в Тайпее.

## Награды
29 июня 2015 года Радик Исаев за высокие достижения на I Европейских играх и большие заслуги в развитии спорта в Азербайджане был награждён орденом «Слава».
1 сентября 2016 года Исаев указом президента Азербайджана был награждён орденом «За службу Отечеству I степени» за высокие достижения, завоеванные на ХХХI летних Олимпийских играх в Рио-де-Жанейро, и заслуги в развитии спорта в Азербайджане. 
1 сентября 2016 года Исаеву была присвоена Специальная олимпийская стипендия Президента Азербайджанской Республики за высокое достижение, завоёванное на ХХХI летних Олимпийских играх в Рио-де-Жанейро.